# Mesvres
Mesvres este o comună în departamentul Saône-et-Loire, Franța. În 2009 avea o populație de 805 de locuitori.

## Evoluția populației
| An        | 1975 | 1982 | 1990 | 1999 | 2006 | 2009 |
| --------- | ---- | ---- | ---- | ---- | ---- | ---- |
| Populație | 930  | 890  | 836  | 840  | 839  | 805  |